# Sadong Juru Mudi
Sadong Juru Mudi is een bestuurslaag in het regentschap Aceh Tengah van de provincie Atjeh, Indonesië. Sadong Juru Mudi telt 274 inwoners (volkstelling 2010).